# Волокитин, Пётр Григорьевич
Пётр Григорьевич Волокитин (1926—1956) — старший лейтенант Советской Армии, участник подавления Венгерского восстания 1956 года, Герой Советского Союза (1956).

## Биография
Пётр Волокитин родился 25 апреля 1926 года в селе Студёные Хутора (ныне — Липецкий район Липецкой области) в семье крестьянина. Окончил семь классов школы. В 1944 году он был призван на службу в Рабоче-крестьянскую Красную Армию. В 1948 году Волокитин окончил Молотовское военное пехотное училище. К осени 1956 года гвардии старший лейтенант Пётр Волокитин командовал стрелковым взводом 381-го гвардейского парашютно-десантного полка 31-й гвардейской воздушно-десантной дивизии ВДВ. Отличился во время подавления Венгерского восстания.
Полк Волокитина был поднят по тревоге и переброшен из города Новоград-Волынского Житомирской области Украинской ССР в Венгрию. Посадочным способом полк был десантирован на аэродроме Текель. Взвод Волокитина принял участие в операции по обезоруживанию венгерской охраны аэродрома. 6 ноября 1956 года в ходе уличных боёв в Будапеште Волокитин принял активное участие в захвате трёх узлов обороны повстанцев на площадях Ленке (ныне Дежё Костоланьи), Бела Бартока и Жигмонда Морица. Его взвод выполнил поставленную боевую задачу, нанеся противнику ощутимый урон. Сам Волокитин погиб в бою на площади Жигмонда Морица. Похоронен на кладбище Керепеши в Будапеште.
Указом Президиума Верховного Совета СССР от 18 декабря 1956 года за «мужество и отвагу, проявленные при выполнении воинского долга» гвардии старший лейтенант Пётр Волокитин посмертно был удостоен высокого звания Героя Советского Союза. Также был награждён орденом Ленина и рядом медалей.